# IC 2457
IC 2457 ist eine Balken-Spiralgalaxie vom Hubble-Typ SB(bc) im Sternbild Krebs auf der Ekliptik. Sie ist schätzungsweise 386 Millionen Lichtjahre von der Milchstraße entfernt und hat einen Durchmesser von etwa 55.000 Lichtjahren. 

Im selben Himmelsareal befinden sich u. a. die Galaxien NGC 2804, NGC 2806, NGC 2807, NGC 2809. 
Das Objekt wurde am 9. April 1896 vom französischen Astronomen Stéphane Javelle entdeckt.